# Марк Струдаль
Марк Струдаль (дан. Mark Strudal, нар. 29 квітня 1968, Глоструп) — данський футболіст, що грав на позиції нападника, зокрема за клуби «Боруссія» (Дортмунд), «Грассгоппер» та «Брондбю», а також національну збірну Данії. По завершенні ігрової кар'єри — тренер.

## Клубна кар'єра
У дорослому футболі дебютував 1986 року виступами за команду «Відовре», в якій провів два сезони, взявши участь у 23 матчах чемпіонату.
Протягом 1988 року захищав кольори «Нестведа», після чого був запрошений до дортмундської «Боруссії». У Німеччині юному данському нападнику закріпитися не вдалося, зокрема через суперечку з головним тренером Горстом Кеппелєм, і, провівши 12 матчів в Бундеслізі, він наступного року перебрався до Швейцарії.
1989 року уклав контракт з клубом «Грассгоппер». Відразу став однією з ключових фігур у нападі команди і допоміг їй протягом двох наступних сезонів вигравати футбольну першість Швейцарії, також став володарем Кубка країни. Попри ці успіхи данець вирішив залишити команду влітку 1991 року через заплановане клубом скорочення заробітної плати.
Повернувшись на батьківщину, уклав контракт з клубом «Вайле», за команду якого через травми провів за сезон лише 8 ігор, в яких, утім, забив п'ять голів. За його фактичної відсутності клуб втратив місце у найвищому данському дивізіоні і віддав свого нападника в оренду до «Фрема», згодом Струдаль на аналогічних умовах грав за «Нествед» та «Копенгаген».
З 1993 року два сезони захищав кольори клубу «Брондбю», де знову був лідером атак і відзначаючався забитим голом майже у кожній другій грі чемпіонату.
Згодом сезон 1995/96 знову відіграв за «Нествед», після чого перейшов до грецького «Шкода Ксанті». Утім у Греції так і не зіграв жодної гри — під час передсезонної підготовки важко травмувався і вирішив завершити професійну ігрову кар'єру.

## Виступи за збірні
1988 року провів одну гру за юнацьку збірну Данії (U-19). Того ж року дебютував у складі молодіжної збірної Данії. На молодіжному рівні зіграв в 11 офіційних матчах, забив 3 голи.
Того ж 1988 року дебютував в офіційних матчах і в складі національної збірної Данії. Утім до лав збірної викликався нерегулярно, зокрема не був включений до її складу на переможний для данців чемпіонат Європи 1992 року. А ось за три роки потрапив до заявки команди на Кубок конфедерацій 1995 року, де навіть взяв участь в одній грі, яка стала для нього останньою у складі данської збірної.
Загалом протягом кар'єри в національній команді, яка тривала 8 років, провів у її формі 9 матчів, забивши 3 голи.

## Кар'єра тренера
Від початку 2000-х перебував на тренерській роботі, працював з нижчоліговими командами, юнацькими командами провідних клубів Данії, у 2009–2015 роках тренував нападників «Норшелланна», а протягом 2015–2017 років був асистентом Томаса Франка у тренерському штабі «Брондбю».
Наразі свій єдиний досвід самостійної роботи на найвищому рівні здобув 2018 року як головний тренер «Люнгбю».

## Титули і досягнення
- Володар Кубка ФРН (1):

«Боруссія» (Дортмунд): 1988-1989
- Чемпіон Швейцарії (2):

«Грассгоппер»: 1989-1990, 1990-1991
- Володар Кубка Швейцарії (1):

«Грассгоппер»: 1989-1990
- Володар Кубка Данії (1):

«Брондбю»: 1993-1994
- Володар Суперкубка Данії (1):

«Брондбю»:  1994
- Володар Кубка Конфедерацій (1):

1995